# ناد صحي

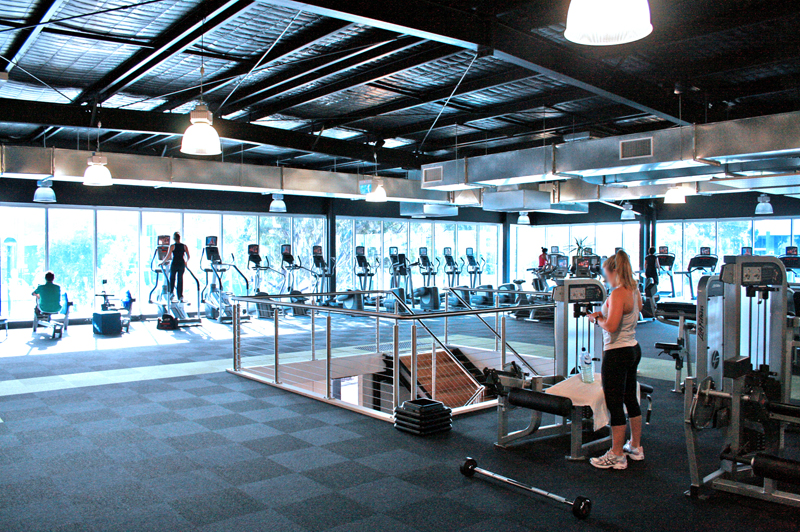

النادي الصحي ويعرف أيضا بنادي لياقة البدنية أو مركز الياقة البدنية أو الصالة الرياضية هو مكان لغرض ممارسة الرياضة البدنية.

## المرافق والخدمات
أبرز العاملين في المجال الرئيسي معظم النوادي الصحية بها صالة رئيسية للتدريب الذي يتكون من الأوزان الحرة بما في ذلك الدمبل، الحدائد.